# Blauwnet
Blauwnet ist ein 2017 gegründeter Zusammenschluss verschiedener Bahngesellschaften, die im Auftrag der Provinz Overijssel Schienenpersonennahverkehrsleistungen erbringen.

Die Bahnen bedienen insgesamt acht Linien und 33 Haltestellen. Knotenpunkte des Netzes sind Enschede, Hengelo und Zwolle.

## Linien
| Linie | Zuggattung   | Laufweg                                                               | Betreiber        | Fahrzeuge                          |
| ----- | ------------ | --------------------------------------------------------------------- | ---------------- | ---------------------------------- |
| RE 20 | Sneltrein    | Zwolle – Mariënberg – Emmen                                           | Arriva Nederland | Stadler GTW                        |
| RS 20 | Stoptrein    | Zwolle – Mariënberg – Emmen                                           | Arriva Nederland | Stadler GTW                        |
| RS 21 | Stoptrein    | Almelo – Mariënberg – Hardenberg                                      | Arriva Nederland | Alstom Coradia LINT 41             |
| RS 22 | Sprinter     | Zwolle – Kampen                                                       | Keolis Nederland | Stadler FLIRT 3                    |
| RS 23 | Sprinter     | Enschede – Hengelo – Almelo – Zwolle                                  | Keolis Nederland | Stadler FLIRT 3                    |
| IC 23 | Intercity    | Enschede – Hengelo – Almelo – Zwolle                                  | Keolis Nederland | Stadler FLIRT 3                    |
| RS 24 | Stoptrein    | Zutphen – Hengelo – Oldenzaal                                         | Arriva Nederland | Stadler GTW/Alstom Coradia LINT 41 |
| RB 51 | Regionalbahn | (Dortmund – Lünen – Lüdinghausen – Coesfeld –) Gronau – Enschede      | DB Regio NRW     | Bombardier TALENT                  |
| RB 61 | Regionalbahn | (Bielefeld – Osnabrück – Rheine – Bad Bentheim –) Oldenzaal – Hengelo | eurobahn         | Stadler FLIRT 3                    |
| RB 64 | Regionalbahn | (Münster – Steinfurt –) Gronau – Enschede                             | DB Regio NRW     | Bombardier TALENT                  |